# Beekhaarmuts
Beekhaarmuts (Orthotrichum rivulare) is een soort uit het geslacht haarmuts (Orthotrichum). Hij komt voor op steen en bomen. Hij is een pionier op bomen.

## Ecologie
De Beekhaarmuts is één van de weinige Haarmutsen die op periodiek overstroomde standplaatsen voorkomen. In de ons omringende landen is zij vooral te vinden langs beek- en rivieroevers, op enigszins beslibde boomwortels, boomvoeten en stenen omstreeks het hoogwaterniveau. Minder vaak groeit de soort ook wel hoger op de stammen langs beken. Soorten waarmee zij daar vaak voorkomt zijn onder meer Cinclidotus fontinaloides, Orthotrichum cupulatum, Orthotrichum sprucei, Orthotrichum diaphanum, Leskea polycarpa, Didymodon sinuosus en Syntrichia latifolia. 
De enige groeiplaats in Nederland wijkt nogal af. In Flevoland werd O. rivulare ruim 1 meter hoog gevonden op de stam van een Populus X canadensis (cv. ‘Zeelandica’, ca. 25 jaar oud) in een relatief droge aanplant, met nergens oppervlaktewater in de nabijheid! Als begeleidende soorten werden Hypnum cupressiforme en hogerop Orthotrichum affine en Cryphaea heteromalla genoteerd.

## Verspreiding
De Beekhaarmuts heeft een submediterrane-subatlantische verspreiding en komt behalve in Europa ook in N-Amerika voor
In Nederland komt de beekhaarmuts zeer zeldzaam voor. Orthotrichum rivulare is eenmaal gevonden in 2002 in het Horsterwold bij Zeewolde. Eerdere opgaven van deze soort uit Nederland hadden betrekking op andere soorten (Touw & Rubers 1989). Bij het verzamelen is per ongeluk het hele polletje meegekomen van de boomstam. Het is daarom onwaarschijnlijk dat de soort er nog staat. Meer recente vondsten ontbreken. De Nederlandse vindplaats is vermoedelijk een van de noordelijkste op het Europese continent.